# Trunkelsberg
Trunkelsberg là một đô thị ở huyện Unterallgäu bang Bayern, Đức.